# Wang Thong (Fluss)
Der Khwae Wang Thong (Wang-Thong-Nebenfluss, Thai แคววังทอง, auch bekannt als Khek) ist ein Fluss in Nord-Thailand, dessen Einzugsgebiet zum Becken des Mae Nam Nan (Nan-Fluss) gehört.

## Verlauf
Die Quelle des Khwae Wang Thong liegt im Landkreis (Amphoe) Khao Kho der Provinz Phetchabun in den Bergen von Phetchabun. Der Wang Thong fließt durch den Nationalpark Thung Salaeng Luang und bildet die Wasserfälle Sri Dit und Kaeng Sopha im Amphoe Wang Thong, Provinz Phitsanulok. Er führt dann durch Amphoe Bang Krathum, vorbei an Ban Sam Ruen und bildet dann die Grenze zwischen den Provinzen Phitsanulok und Phichit, wo er schließlich bei 16° 31' 06" nördl. Breite 100° 19' 36" östl. Länge in den Fluss Mae Nam Nan mündet.

## Natur
Das im Quellgebiet des Wang Thong gelegene Kaeng Bang Rachan (Thai: แก่งบางระจัน) ist eine natürliche Heimat für die Süßwasser-Qualle (Crasapedacusta Sowerby). Hier finden sich auch seltene Schmetterlingsarten, wie den Kaiser-Schmetterling, Troides helena und Euploea. 
Neben den Wasserfällen Kaeng Sopha und Sri Dit (น้ำตกศรีดิษฐ์) sind am Wang Thong noch weitere Fälle und Stromschnellen zu sehen, so zum Beispiel den Kaeng-Song- und den Wang-Nok-Aen-Wasserfall und die Wang-Nam-Yen-Schnellen. Der ehemalige Sumpf Bueng Rachanok (Thai: บึงราชนก) liegt innerhalb des Amphoe Wang Thong in der Provinz Phitsanulok. Das Gebiet wurde 1994 durch die Provinzverwaltung zum Erholungsgebiet ausgebaut, in dem auch größere Veranstaltungen stattfinden.

## Veranstaltungen am  Fluss Wang Thong
Partnerstädtisches Bootsrennen zwischen den Einwohnern der Dörfer Ban Wang Thong und Ban Saphan: historisches Rennen, das zum Zweiten Weltkrieg nicht mehr fortgeführt wurde. Seit den 1980er Jahren gab es Bestrebungen lokaler Behörden und Organisationen, das Rennen wieder einzuführen. Heute findet es nicht mehr statt als Wettbewerb zwischen den Ortschaften, sondern zwischen den Vertretern der Reisfarmer und der örtlichen Behörden.

## Nutzung
Neben touristischen Attraktionen, wie den Floßfahrten und den reizvoll gelegenen Resorts Sappraiwan und Rain Forest, sind durch die Naresuan-Universität Analysen durchgeführt worden, wie die etwa 20 m hohen Fälle im Thung Salaeng-Nationalpark für die Gewinnung von Wasserkraft genutzt werden können. 

## Namensgebung
Ursprünglich hieß der Fluss Khek (Thai: เข็ก), nach einem Beinamen der Hakka. Seinen heutigen Namen erhielt er nach dem Amphoe Wang Thong, durch den er hauptsächlich fließt. Wang (Thai: วัง) bedeutet „Palast“, Thong (Thai: ทอง) bedeutet „Gold“, also „Fluss des goldenen Palastes“.